# Tánc

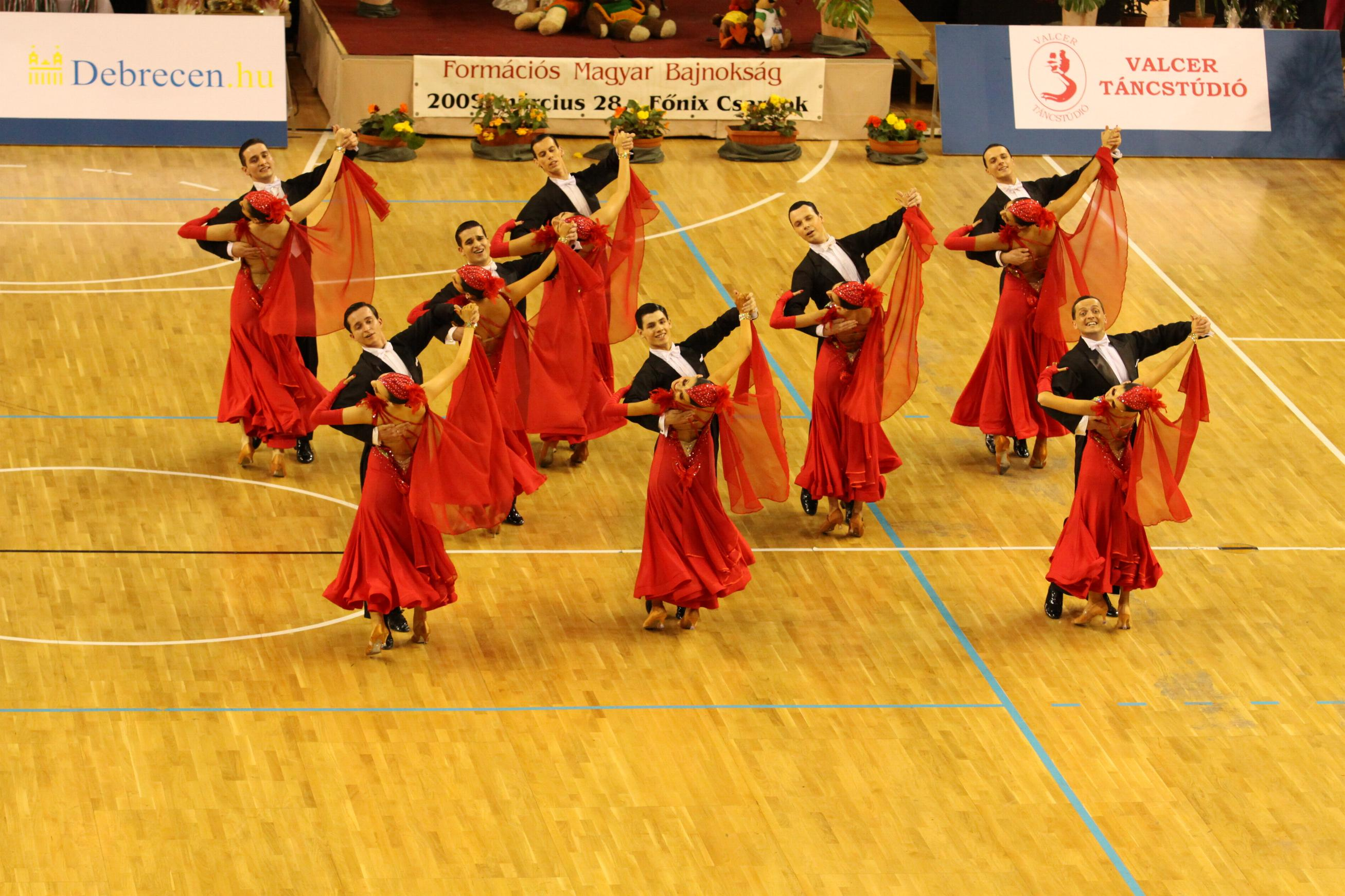
Versenytánc

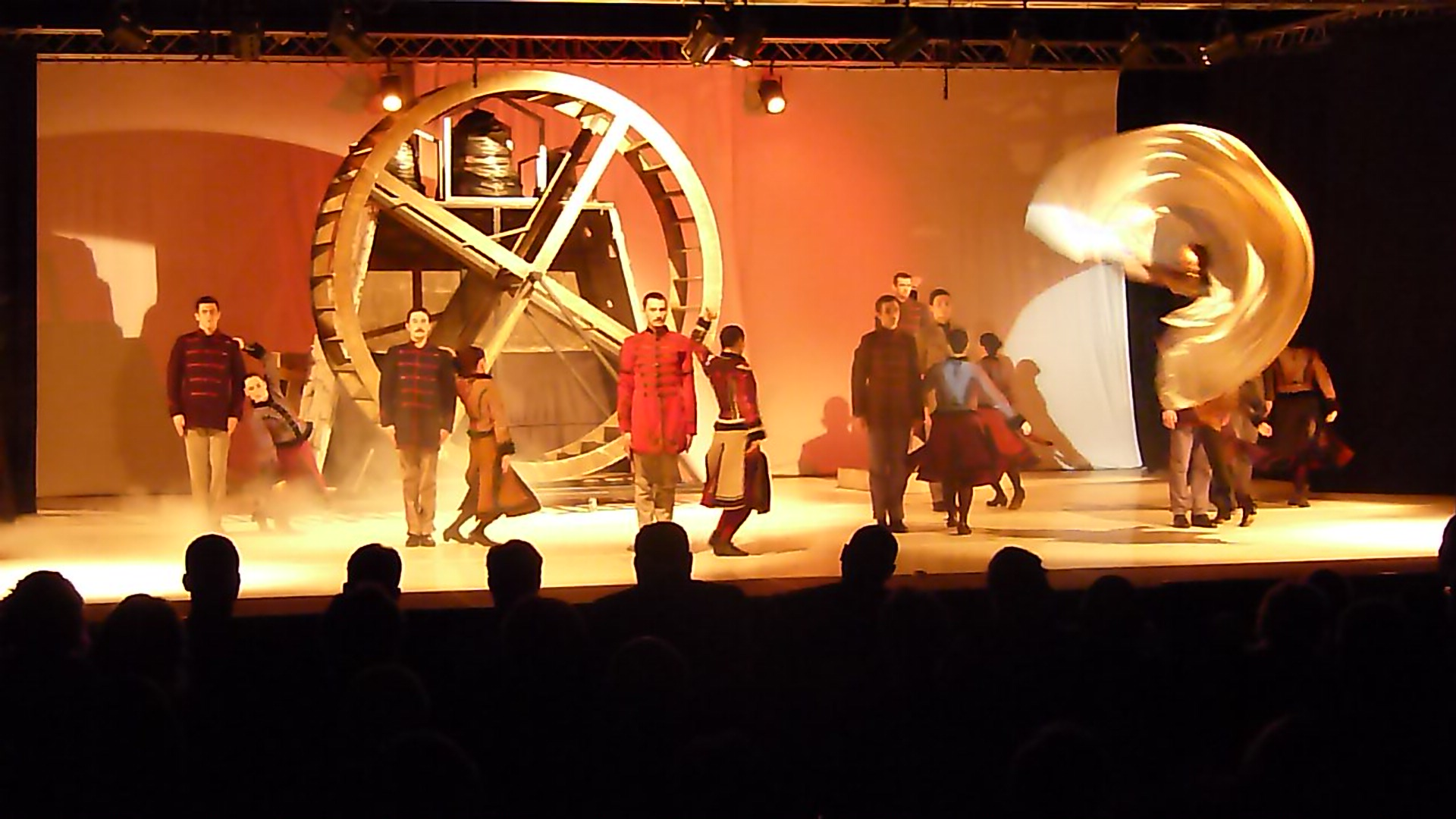
Gábor Áron – Háromszék Táncegyüttes

Hétfalusi csángó tánc – 1918

A tánc egy művészeti és sportág, amely a test – jellemzően ritmikus, zenére történő – mozgásával fejez ki érzelmeket, épít társadalmi kapcsolatokat, de spirituális tartalommal is bírhat.
A tánc az emberek közötti nonverbális kommunikáció eszközének is tekinthető, de a szót állatok vonatkozásában is használják (pl. méhtánc és remegőtánc a méheknél, vagy párzási tánc más állatoknál). A sportok közül a torna, műkorcsolya, a jégtánc, illetve a szinkronúszás tartalmaz táncelemeket, míg a harcművészetek formagyakorlatait gyakran hasonlítják táncokhoz. A nyelv gyakran élettelen tárgyak mozgását is táncként írja le.
Majdnem minden táncstílus alapja a balett több szempontból is. A balett megjelenése előtt a táncok esetlenebbek voltak, és ez az újfajta mozgásstílus is segítette az egyensúlyérzéket, valamint a mozgáskoordinációt.
Annak meghatározása, hogy mi minősül táncnak, nagyban függ társadalmi, kulturális, esztétikai, művészi és erkölcsi szempontoktól; a funkcionális mozgásoktól (pl. néptánc) a baletthez hasonló virtuóz technikákig. A tánc célja lehet minél több ember részvétele, de vannak társasági táncok és közönség számára előadott táncok is. A tánc lehet ünnepélyes, versenyszerű vagy akár erotikus. A táncmozdulatok lehetnek közvetlen tartalom nélküliek (mint a balettben vagy az európai néptáncokban), de bírhatnak jelnyelvi vagy szimbolikus jelentéssel, mint számos ázsiai táncban. A tánc kifejezhet gondolatokat, érzelmeket, vagy elmondhat egy történetet is.
A táncnak számos stílusa alakult ki. A breaktánc és a krumping a hiphopkultúrához kötődik. Az afrikai táncok értelmező jellegűek. A balett, a keringő vagy a tangó klasszikus stílusoknak számítanak, míg más táncok a szteptánc körébe tartoznak.
A táncok létrehozásának művészete a koreográfia.
A versenytáncok mellett a 21. században Magyarországon – főként a fővárosban – újra felkapottá váltak a társastáncok szórakozásként. Így például a salsa, a west coast swing, a brazil zouk, a kizomba, az argentin tangó, a bachata, a boogie-woogie, a lindy-hop és rock and roll. Ezeket a táncokat a bulikban koreográfia nélkül, improvizálva folytonos párcserével szokás táncolni.

## Különböző földrészeken

### Afrika

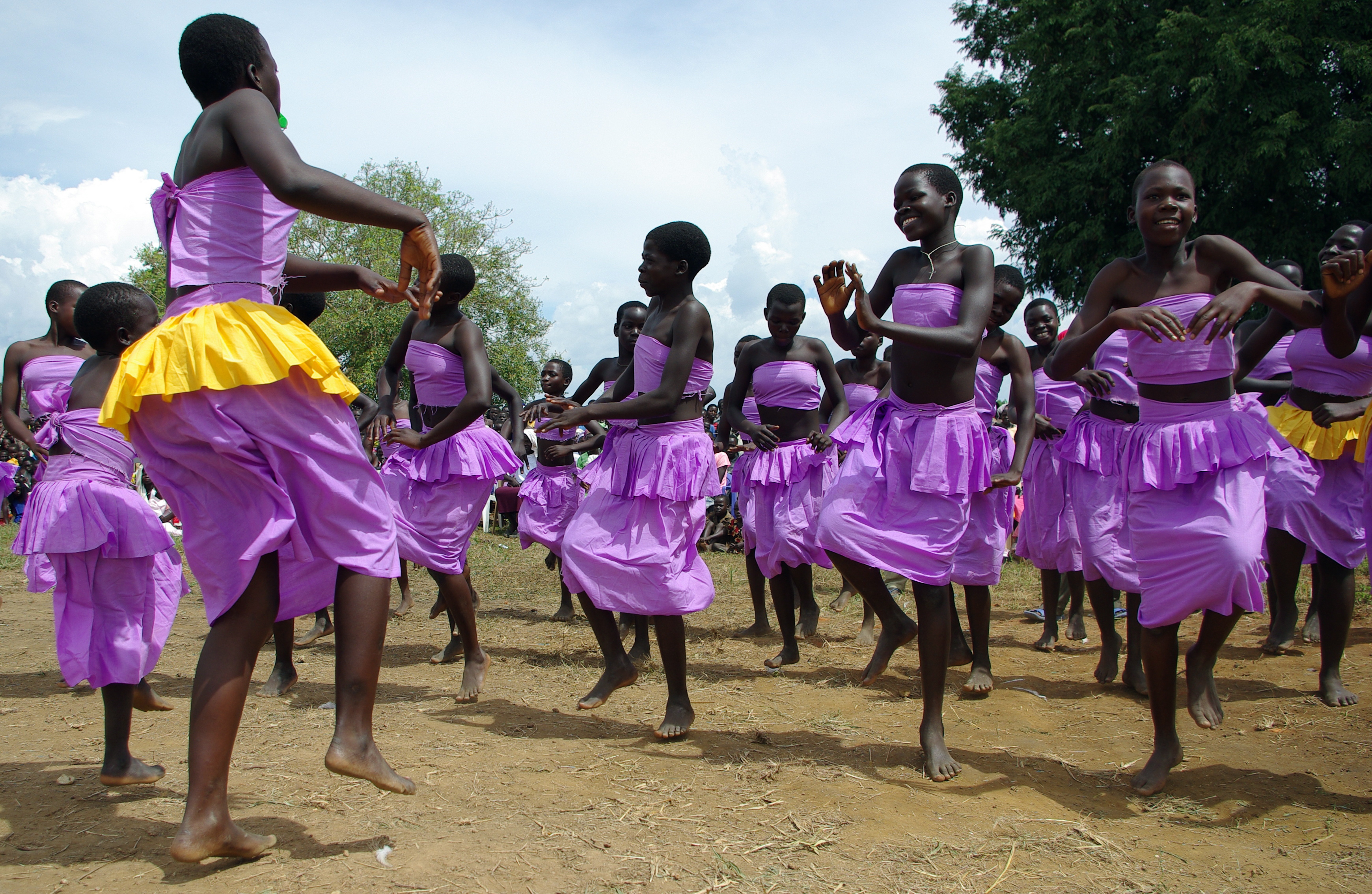
Ugandai ifjúság táncol a béke megünneplésén

Az afrikai tánc mélyen beépült a társadalomba, és a közösségben zajló fontosabb események gyakran a táncokban tükröződnek: születések és temetések, esküvők és háborúk alkalmából táncolnak. A hagyományos táncok kulturális erkölcsöket közvetítenek, beleértve a vallási hagyományokat és a szexuális normákat, mint az elfojtott érzelmeket (gyász) feldolgozása. Ugyanakkor hozzájárulnak a társadalmi összetartáshoz. Táncok ezreit adják elő szerte a kontinensen. Ezek feloszthatók hagyományos, neotradicionális és klasszikus stílusokra: néptáncok, a hagyományos stílusok utánzásával újabban megalkotott táncok, valamint az iskolákban vagy magánórákon formálisabban közvetített táncok. Az afrikai táncot számos erő megváltoztatta, mint például az európai misszionáriusok és a gyarmatosító kormányok, amelyek gyakran elnyomták a helyi tánchagyományokat. A tánc egy kórház felavatását ünnepelheti, közösséget építhet a vidéki bevándorlók számára az ismeretlen városokban, és beépülhet a keresztény egyházi szertartásokba.

## Fordítás
- Ez a szócikk részben vagy egészben a Dance című angol Wikipédia-szócikk ezen változatának fordításán alapul.  Az eredeti cikk szerkesztőit annak laptörténete sorolja fel. Ez a jelzés csupán a megfogalmazás eredetét és a szerzői jogokat jelzi, nem szolgál a cikkben szereplő információk forrásmegjelöléseként.